# Ángel Schandlein
Ángel Schandlein (La Plata, 12 agosto 1930 – 4 aprile 1998) è stato un calciatore argentino, di ruolo difensore.

## Carriera

### Club
Ha giocato nel campionato argentino e messicano.

### Nazionale
Con la maglia della nazionale argentina ha totalizzato 9 presenze tra il 1956 ed il 1957.

## Palmarès

### Club

#### Competizioni nazionali
- Primera B Nacional: 1

Gimnasia (LP): 1952
- Coppa del Messico: 1

América: 1964

### Nazionale
- Campeonato Sudamericano de Football: 1

Perù 1957